# Славутич (хоккейный клуб)
«Славутич» — российский хоккейный клуб из города Смоленска, основанный в 2010 году. Своё название команда получила от древнеславянского названия реки Днепр (Славутич), на которой стоит Смоленск.
Учредителями ХК «Славутич» являются Смоленская Ассоциация производителей бриллиантов, ЗАО «Купи Дом», Смоленская государственная академия профессионального образования, спорта и туризма, Федерация хоккея Смоленской области.
4 августа 2010 года учредители «Славутича» приняли решение о создании клуба. «Славутич» принял участие в Открытом Всероссийском соревновании по хоккею среди команд Первой лиги сезона 2010/11, где вышел в плей-офф.
В середине января 2011 года в Смоленске открылась детско-юношеская спортивная школа.
В 2014 году у клуба имелись намерения заявиться в белорусскую экстралигу, но этого не произошло.
«Славутич» в сезоне 2014/15 в очередной раз выиграл регулярный чемпионат РХЛ, в плей-офф клуб взял бронзу, проиграв самарскому ХК ЦСК ВВС.
В сезоне 2016/17 команда заняла второе место в Первенстве ВХЛ, проиграв ХК «Ростов».
Администрация Смоленской области отказалась финансировать хоккейный клуб. Жители города подписали петицию с просьбой о помощи, которая не была рассмотрена.
В 2017 году, перед началом нового сезона, руководством и спонсорами клуба было принято решение о неучастии в сезоне 2017/18 в связи с отсутствием финансирования в полном объеме. Также высказывались предложения об участии ХК «Славутич» в высшей лиге Белоруссии, так как это было бы наименее финансово затратно, однако решение не нашло поддержки всех руководителей клуба и спонсоров. Решение решили отложить до момента начала заявочной кампании на сезон 2018/19.
12 декабря 2023 года в Федерации хоккея Беларуси заявили, что ХК "Славутич" подал заявку на участие в национальном чемпионате страны.

## Достижения и рекорды
Турнир памяти Дубко (2): 2024,2025.

## Домашняя арена
- Домашние матчи «Славутич» проводит в Ледовом дворце Юбилейный.